# Jori
Jori také zvaná Jora (ázerbájdžánsky Qabırrıçay, gruzínsky იორი) je řeka v Gruzii a v Ázerbájdžánu, která ústí do Mingačevirské přehrady. Je dlouhá 320 km. Povodí má rozlohu 4 650 km².

## Průběh toku
Pramení na jižních svazích hlavního rozvodného hřebene Velkého Kavkazu. Nejprve teče jihozáadním směrem, u městečka Tianeti se stáčí na jih a pak na jihovýchod. Tento směr si zachovává až k ústí. Jižně od Tianeti je přehražena a vytváří vodní nádrž Sioni. Za hrází pokračuje stále se zužující soutěskou do Kachetie, dále na středním toku protéká Samgorskou kotlinu. Po postavení Mingačevirské přehrady v 50. letech 20. století ústí do ní, když dříve byla pravým přítokem Alazani.

## Vodní stav
Zdroj vody je sněhový a dešťový. Průměrný roční průtok vody u vesnice Salachly (43 km od ústí) činí 11,6 m³/s a níže slábne na 9,82 m³/s u vesnice Jusufly.

## Využití
V souvislosti se stavbou Samgorské zavlažovací soustavy je u obce Paldo více než polovina toku odváděna tunelem do zavlažovacího kanálu Samgori, který vede směrem k Tbilisi, kde zásobuje vodou přehradní nádrž, (tzv. Tbiliské moře), která se nachází východně od Tbilisi.